# Paris Football Club 2021-2022
Questa voce raccoglie le informazioni riguardanti il Paris Football Club nelle competizioni ufficiali della stagione 2021-2022

## Maglie e sponsor
Lo sponsor tecnico per la stagione 2021-2022 è Nike.
| Casa | Trasferta |

## Rosa
| N. |                               | Ruolo | Calciatore            |
| -- | ----------------------------- | ----- | --------------------- |
| 1  | Francia (bandiera)            | P     | Vincent Demarconnay   |
| 2  | Francia (bandiera)            | D     | Maxime Bernauer       |
| 3  | Francia (bandiera)            | D     | Jaouen Hadjam         |
| 4  | Francia (bandiera)            | C     | Ousmane Camara        |
| 5  | Senegal (bandiera)            | C     | Moustapha Name        |
| 6  | Francia (bandiera)            | C     | Saïd Arab             |
| 7  | Francia (bandiera)            | A     | Gaëtan Laura          |
| 8  | Francia (bandiera)            | C     | Mario-Jason Kikonda   |
| 9  | Francia (bandiera)            | A     | Lamine Diaby-Fadiga   |
| 10 | Francia (bandiera)            | C     | Marvin Gakpa          |
| 11 | Francia (bandiera)            | C     | Florian Martin        |
| 12 | Madagascar (bandiera)         | C     | Lalaïna Nomenjanahary |
| 13 | Francia (bandiera)            | D     | Gaëtan Belaud         |
| 14 | Martinica (bandiera)          | C     | Cyril Mandouki        |
| 15 | Costa d'Avorio (bandiera)     | D     | Axel Bamba            |
| 17 | Rep. Centrafricana (bandiera) | D     | Hugo Gambor           |

| N. |                        | Ruolo | Calciatore          |
| -- | ---------------------- | ----- | ------------------- |
| 18 | Senegal (bandiera)     | D     | Youssoupha N'Diaye  |
| 19 | Guinea (bandiera)      | D     | Ousmane Kanté       |
| 20 | Algeria (bandiera)     | C     | Julien López        |
| 21 | Guinea (bandiera)      | C     | Morgan Guilavogui   |
| 22 | Francia (bandiera)     | A     | Warren Caddy        |
| 23 | Francia (bandiera)     | C     | Marvin Gakpa        |
| 24 | Stati Uniti (bandiera) | A     | Patrick Koffi       |
| 25 | Francia (bandiera)     | A     | Migouel Alfarela    |
| 26 | Camerun (bandiera)     | D     | Franck Ellé         |
| 27 | Francia (bandiera)     | D     | Thibault Campanini  |
| 28 | Francia (bandiera)     | C     | Check-Oumar Diakité |
| 29 | Francia (bandiera)     | D     | Florent Hanin       |
| 30 | Francia (bandiera)     | P     | Didier Desprez      |
| 31 | Francia (bandiera)     | D     | Samir Chergui       |
| 32 | Francia (bandiera)     | C     | Charles Boli        |